# Сен-Семфор'ян (Лозер)
Сен-Семфор'я́н (фр. Saint-Symphorien) — колишній муніципалітет у Франції, у регіоні Окситанія, департамент Лозер. Населення — 253 осіб (2011).
Муніципалітет був розташований на відстані близько 460 км на південь від Парижа, 140 км на північ від Монпельє, 37 км на північ від Манда.

## Історія
До 2015 року муніципалітет перебував у складі регіону Лангедок-Русійон. Від 1 січня 2016 року належав до нового об'єднаного регіону Окситанія.
1 січня 2019 року Сен-Семфор'ян і Шамбон-ле-Шато було об'єднано в новий муніципалітет Бель-Ер-Валь-д'Анс.

## Демографія
Динаміка населення (Cassini ):
Розподіл населення за віком та статтю (2006):
| Стать | Всього | До 15 років | 15-24 | 25-44 | 45-64 | 65-85 | Понад 85 |
| --- | ------ | ----------- | ----- | ----- | ----- | ----- | -------- |
| Чоловіки | 136    | 20          | 4     | 16    | 56    | 36    | 4        |
| Жінки | 132    | 28          | 4     | 32    | 36    | 32    | 0        |
| \| Статево-вікова піраміда \| Статево-вікова піраміда \| Статево-вікова піраміда \| \| ----------------------- \| ----------------------- \| ----------------------- \| \| Чоловіки \| Вік \| Жінки \| \| 4 \| 85 + \| 0 \| \| 4 \| 80-84 \| 4 \| \| 8 \| 75-79 \| 12 \| \| 12 \| 70-74 \| 8 \| \| 12 \| 65-69 \| 8 \| \| 12 \| 60-64 \| 12 \| \| 8 \| 55-59 \| 8 \| \| 28 \| 50-54 \| 4 \| \| 8 \| 45-49 \| 12 \| \| 0 \| 40-44 \| 12 \| \| 0 \| 35-39 \| 0 \| \| 12 \| 30-34 \| 12 \| \| 4 \| 25-29 \| 8 \| \| 0 \| 20-24 \| 4 \| \| 4 \| 15-20 \| 0 \| \| 8 \| 10-14 \| 12 \| \| 4 \| 5-9 \| 4 \| \| 8 \| 0-4 \| 12 \| |        |             |       |       |       |       |          |
| Статево-вікова піраміда |        |             |       |       |       |       |          |
| Чоловіки | Вік    | Жінки       |       |       |       |       |          |
| 4 | 85 +   | 0           |       |       |       |       |          |
| 4 | 80-84  | 4           |       |       |       |       |          |
| 8 | 75-79  | 12          |       |       |       |       |          |
| 12 | 70-74  | 8           |       |       |       |       |          |
| 12 | 65-69  | 8           |       |       |       |       |          |
| 12 | 60-64  | 12          |       |       |       |       |          |
| 8 | 55-59  | 8           |       |       |       |       |          |
| 28 | 50-54  | 4           |       |       |       |       |          |
| 8 | 45-49  | 12          |       |       |       |       |          |
| 0 | 40-44  | 12          |       |       |       |       |          |
| 0 | 35-39  | 0           |       |       |       |       |          |
| 12 | 30-34  | 12          |       |       |       |       |          |
| 4 | 25-29  | 8           |       |       |       |       |          |
| 0 | 20-24  | 4           |       |       |       |       |          |
| 4 | 15-20  | 0           |       |       |       |       |          |
| 8 | 10-14  | 12          |       |       |       |       |          |
| 4 | 5-9    | 4           |       |       |       |       |          |
| 8 | 0-4    | 12          |       |       |       |       |          |

## Економіка
2010 року серед 148 осіб працездатного віку (15—64 років) 98 були активними, 50 — неактивними (показник активності 66,2%, у 1999 році було 66,7%). З 98 активних мешканців працювали 92 особи (52 чоловіки та 40 жінок), безробітними було 6 (3 чоловіки та 3 жінки). Серед 50 неактивних 13 осіб було учнями чи студентами, 22 — пенсіонерами, 15 були неактивними з інших причин.

У 2010 році в муніципалітеті числилось 117 оподаткованих домогосподарств, у яких проживали 242,0 особи, медіана доходів виносила 13 089 євро на одного особоспоживача